# Чернат, Игорь
И́горь Черна́т (около 1966, Одесса, Одесская область, УССР, СССР — 21 октября 1987, Ленинград, РСФСР, СССР) — советский серийный убийца, убивший весной 1986 года 3 женщин, одна из которых была беременна.

## Биография

### Детство и юность
Игорь Чернат родился в середине 1960-х годов в Одессе. Учился в Великодолинской средней школе № 1 Одесской области. После окончания 8 классов поступил в ПТУ. Проживал на улице Пионерской. Учился в ДОСААФе на водителя. В 1985 году был призван в ряды Советской армии. В армии служил водителем БМП. Срочную службу проходил в посёлке Каменка Выборгского района Ленинградской области в 45-й гвардейской мотострелковой дивизии (ныне 138-я гвардейская отдельная мотострелковая бригада).

### Убийства
В марте 1986 года маньяк совершил первое доказанное убийство. Жертвой стала Евгения Назарова, приехавшая к мужу-солдату, который в тот момент лежал в лазарете медсанчасти. Чернат провёл девушку от КПП и изнасиловал, затем убил в леске.
В апреле Чернат совершил второе убийство. Жертвой стала Виктория Быковская, мать одного из солдат; она привезла в воинскую часть продукты для своего сына.
В мае Чернат совершил третье убийство. Жертвой вновь стала жена одного из солдат (Елена Иванова). Нашёлся свидетель (рядовой Жевелюк), который рассказал о том, как в день убийства видел девушку с каким-то солдатом, которые направлялись в ближайший лес.
Всё похищенное у жертв Чернат продавал на рынке в Выборге.

### Арест, следствие и суд
По всем воинским частям поселка Каменка начались масштабные проверки, в результате которых вскрылись чудовищные факты, свидетельствующие о положении в воинских частях: дезертирство, воровство, дедовщина и прочее.
Во время проверки один из солдат, подозреваемых в краже военного имущества, заявил, что Игорь Чернат украл больше всего и ему ничего не будет. Черната допросили, и той же ночью он сбежал. Он перебрался в Одессу, где попытался сделать себе новые документы, но понял, что у него ничего не выйдет. И тогда Чернат пошёл в милицию, где и заявил, что он и есть тот самый маньяк. Игоря Черната перевезли в Ленинград, вскоре он начал давать показания, признавшись в 13 убийствах, начиная с ноября 1985 года, из которых было доказано 3.
Военный трибунал Ленинградского военного округа приговорили Игоря Черната к исключительной мере наказания — смертной казни через расстрел. 21 октября 1987 года приговор был приведён в исполнение.

## В массовой культуре
- Документальный фильм «Злой дух Каукъярви» из цикла «Следствие вели» (2009)